# Leptoneta corsica
Leptoneta corsica är en spindelart som beskrevs av Fage 1943. Leptoneta corsica ingår i släktet Leptoneta och familjen Leptonetidae. Inga underarter finns listade i Catalogue of Life.